# Мали на Светском првенству у атлетици на отвореном 2022.
Мали је учествовао на 18. Светском првенству у атлетици на отвореном 2022. одржаном у Јуџину  од 15. до 25. јула осамнаести пут, односно учествовао је на свим првенствима до данас. Репрезентацију Малија представљао је 1 атлетичар који се такмичио у трци на 110 метара препоне. , 
На овом првенству такмичар Мали није освојио ниједну медаљу нити је постигао неки резултат.

## Учесници
Мушкарци:
- Ричард Дијавара — 110 м препоне

## Резултати

### Мушкарци
| Атлетичар       | Дисциплина    | Лични рекорд | Квалификације | Квалификације | Полуфинале           | Полуфинале           | Финале               | Финале       | Детаљи |
| Атлетичар       | Дисциплина    | Лични рекорд | Резултат      | Место         | Резултат             | Место                | Резултат             | Место        | Детаљи |
| --------------- | ------------- | ------------ | ------------- | ------------- | -------------------- | -------------------- | -------------------- | ------------ | ------ |
| Ричард Дијавара | 110 м препоне | 13,88        | 14,35         | 7. у гр. 5    | Није се квалификовао | Није се квалификовао | Није се квалификовао | 38 / 38 (40) |        |